# Arminio (ópera)
Arminio (HWV 36) es una ópera del compositor Georg Friedrich Händel.
Junto con Giustino y Berenice, Arminio es una de las tres óperas que Händel escribió en menos de medio año en 1736. Empezó componiendo Giustino el 14 de agosto de 1736, seguido de Arminio el 15 de septiembre. Una vez concluyó esta, siguió con Giustino hasta su conclusión el 20 de octubre. A mediados de diciembre hizo lo propio con Berenice.
Arminio fue estrenada en el Covent Garden Theatre el 12 de enero de 1737, antes que Giustino. Sólo se llevaron a cabo cinco representaciones, la última el 12 de febrero.
La primera representación moderna tuvo lugar el 23 de febrero de 1935 en Leipzig, en una versión en alemán de Max Seiffert y Hans Joachim Moser.

## Libreto
El libreto está basado en otro del mismo nombre de Antonio Salvi al que había puesto música Alessandro Scarlatti. Narra la historia del líder germano Arminio, que derrotó a los Romanos dirigidos por Varo en el 9 a. C. en la batalla del bosque de Teutoburgo, y a su esposa, Thusnelda. Aunque representa un hecho histórico real, la obra es completamente ficción.

## Personajes
| Personaje              | Tesitura         | Reparto del estreno el 12 de enero de 1737 |
| ---------------------- | ---------------- | ------------------------------------------ |
| Arminio (Arminius)     | alto castrato    | Domenico Annibali                          |
| Tusnelda (Thusnelda)   | soprano          | Anna Maria Strada                          |
| Sigismondo (Sigismund) | soprano castrato | Gioacchino Conti (Gizziello)               |
| Ramise                 | alto             | Francesca Bertolli                         |
| Segeste                | bajo             | Henry Reinhold                             |
| Varo (Varus)           | tenor            | John Beard                                 |
| Tullio (Tullius)       | alto             | Maria Caterina Negri                       |

## Literatura
- Paul Henry Lang: George Frideric Handel
- Christopher Hogwood: Händel
- Albert Scheibler: Sämtliche 53 Bühnenwerke des Georg Friedrich Händel

- Datos: Q688562
- Multimedia: Arminio (Händel) / Q688562